# منطقة برتشكو

منطقة برتشكو هي منطقة تتمتع بالحكم الذاتي في شمال شرق البوسنة والهرسك، وتغطي مساحة قدرها 493كم2 عن 83،000.

## التاريخ
قد أُنشئت مقاطعة برتشكو بعد عملية تحكيم قام بها الممثل السامي للبوسنة والهرسك. بيد أنه وفقا لاتفاقات دايتون للسلام، فإن العملية لا يمكنها إلا أن تحكِّمَ الجزء المتنازع عليه من خط الحدود المشتركة بين الكيانات. وشكلت مقاطعة برتشكو من كامل أراضي بلدية برتشكو السابقة، وكانت نسبة 48 في المائة منها (بما في ذلك مدينة برتشكو) في جمهورية صربسكا الجديدة، في حين كانت نسبة 52 في المائة منها في الاتحاد القديم للبوسنة والهرسك. ومنذ نهاية الحرب البوسنية، حافظ الاتحاد الأوروبي على وجود دبلوماسي لحفظ السلام في المنطقة.